# 第4施設団
第4施設団（だいよんしせつだん、英:JGSDF 4th Engineer Brigade）は、陸上自衛隊大久保駐屯地（京都府宇治市）に団本部が駐屯する中部方面隊直轄の施設科部隊で各方面隊に編成される施設団のひとつである。

## 概要
第4施設団長は陸将補（二）が充てられ、大久保駐屯地司令を兼務する。2個施設群を基幹とし、中部方面隊の各部隊に対する施設作業支援や災害派遣を任務とするほか国際貢献活動および民生協力を行う。1961年（昭和36年）8月に大久保駐屯地において編成完結。警備隊区は第102施設器材隊が京都府南部、第7施設群が奈良県を担当する。

## 沿革
- 1961年（昭和36年）8月17日：第4施設団が大久保駐屯地において編成完結。

※編成（第4施設団本部、本部付隊（大久保駐屯地）、第101建設大隊（豊川駐屯地）、第109施設大隊（善通寺駐屯地）、第302地区施設隊（金沢駐屯地)、第303地区施設隊（出雲駐屯地）、第304地区施設隊（山口駐屯地）、第313地区施設隊（豊川駐屯地）、第318地区施設隊（久居駐屯地）、第319地区施設隊（大津駐屯地）、第320地区施設隊（松山駐屯地））
- 1962年（昭和37年）
  - 1月18日：第4施設団直轄部隊の新編。

  1. 第105建設大隊、第322地区施設隊および第323地区施設隊を大久保駐屯地に新編。
  2. 第321地区施設隊を豊川駐屯地に新編。
  3. 第324地区施設隊を三軒屋駐屯地に新編。
  4. 第325地区施設隊を善通寺駐屯地に新編。

  - 3月    ：第325地区施設隊が善通寺駐屯地から高知分屯地（旧：高知駐屯地）に移駐。
  - 10月10日：部隊移駐。
    - 第321地区施設隊が豊川駐屯地から金沢駐屯地富山分屯地（現：富山駐屯地）に移駐。
    - 第323地区施設隊が大久保駐屯地から和歌山駐屯地に移駐。
- 1963年（昭和38年）3月31日：部隊移駐。
  1. 第313地区施設隊が豊川駐屯地から岐阜駐屯地（現：守山駐屯地岐阜分屯地）に移駐。
  2. 第322地区施設隊が大久保駐屯地から鯖江分屯地（現：鯖江駐屯地）に移駐。）
- 1973年（昭和48年）3月27日：第4施設団の改編（建設大隊および施設大隊を廃止し、施設群を新編）。

1. 第101建設大隊（豊川駐屯地）を廃止・改編、第313地区施設隊（岐阜駐屯地）、第318地区施設隊（久居駐屯地）を編合し、第6施設群を豊川駐屯地に新編。
2. 第105建設大隊（大久保駐屯地）を廃止・改編、第319地区施設隊（大津駐屯地）、第323地区施設隊（和歌山駐屯地）を編合し、第7施設群を大久保駐屯地に新編。
3. 第109施設大隊（善通寺駐屯地）を廃止・改編、第320地区施設隊（松山駐屯地）、第325地区施設隊（高知駐屯地）を編合し、第8施設群を善通寺駐屯地に新編。
4. 第102施設器材隊を大久保駐屯地に新編。第4施設団に編合。
5. 第302地区施設隊（金沢駐屯地）、第303地区施設隊（出雲駐屯地）、第304地区施設隊（山口駐屯地）、第321地区施設隊（富山駐屯地）、第322地区施設隊（鯖江駐屯地）、第324地区施設隊（三軒屋駐屯地）は直轄部隊として第4施設団に編合。

- 1981年（昭和56年）3月25日：第2混成団編成に伴い、第8施設群隷下の第325地区施設隊（高知駐屯地）を廃止・改編し、第2混成団施設隊を高知駐屯地に新編。
- 1985年（昭和60年）3月25日：第307ダンプ車両中隊を直轄部隊として第4施設団に編合。
- 1990年（平成02年）3月26日：第4施設団の改編（地区施設隊を廃止し、施設中隊に改編）。

1. 第313地区施設隊を第348施設中隊（岐阜分屯地）に、第303地区施設隊（出雲駐屯地）を第349施設中隊に、第324地区施設隊（三軒屋駐屯地）を第350施設中隊に改編。
2. 第302地区施設隊（金沢駐屯地）および第304地区施設隊（山口駐屯地）を廃止。

- 1992年（平成04年）
  - 9月：第102施設器材隊改編

  1. 整備中隊を廃止。
  2. 特殊器材中隊を新編。

  - 9月17日：第4施設団を基幹とした第1次派遣施設大隊がカンボジア派遣(PKO)。
- 1993年（平成05年）3月30日：第4施設団の改編。

1. 第4施設団直轄の第321地区施設隊（富山駐屯地）を廃止・改編し、第4施設団直轄部隊として第301施設隊を富山駐屯地に新編。
2. 第4施設団直轄の第322地区施設隊（鯖江駐屯地）を廃止・改編し、第302施設隊を鯖江駐屯地に新編し、第6施設群に編合。
3. 第7施設群隷下の第323地区施設隊（和歌山駐屯地）を廃止・改編し、第303施設隊を和歌山駐屯地に新編し、第7施設群に編合。

- 1999年（平成11年）3月29日：第4施設団の改編。

1. 第7施設群第349施設中隊（出雲駐屯地）を廃止・改編し、第4施設団直轄部隊として第304施設隊を出雲駐屯地に新編。
2. 第8施設群（善通寺駐屯地）を廃止・改編し、第4施設団直轄部隊として第305施設隊を善通寺駐屯地に新編。
3. 第8施設群第350施設中隊（三軒屋駐屯地）を廃止・改編し、第349施設中隊を三軒屋駐屯地に新編し、第7施設群に編合。

- 2004年（平成16年）3月27日：第4施設団の改編。

1. 第6施設群の施設中隊を機能別中隊に改編。
2. 第302施設隊（鯖江駐屯地）を廃止・改編し、第372施設中隊を鯖江駐屯地に新編し、第6施設群に編合。
3. 第303施設隊（和歌山駐屯地）を廃止・改編し、第304水際障害中隊を和歌山駐屯に新編し、第7施設群に編合。
4. 後方支援体制変換に伴い、整備部門を中部方面後方支援隊第104施設直接支援大隊へ移管。

- 2006年（平成18年）3月27日：第4施設団の改編。

1. 第7施設群の施設中隊を機能別中隊に改編。
2. 第4施設団直轄の第301施設隊（富山駐屯地）を廃止・改編し、第382施設中隊を富山駐屯地に新編し、第7施設群に編合。
3. 第305施設隊が善通寺駐屯地から三軒屋駐屯地に移駐。

- 2008年（平成20年）3月26日：第304施設隊および第305施設隊を改編（独立施設小隊（コア部隊）を新編）。
- 2017年（平成29年）3月27日：第304施設隊および第305施設隊を改編（独立施設小隊（コア部隊）を廃止）。
- 2019年（平成31年）3月26日：第4施設団の改編。

1. 第6施設群を改編。
2. 第304水際障害中隊を直轄部隊として第4施設団に編合。

- 2025年（令和07年）3月23日：第4施設団の改編。

1. 第371施設中隊（豊川駐屯地）を廃止し、第6施設群が2個施設中隊基幹に縮小改編。
2. 第381施設中隊（大久保駐屯地）を廃止し、第7施設群が2個施設中隊基幹に縮小改編。

## 編成・駐屯地
編成
- 第4施設団本部
- 第4施設団本部付隊「4施団-本」
- 第6施設群
  - 第6施設群本部
  - 本部管理中隊
  - 第372施設中隊（交通）
  - 第402施設中隊（築城・障害）
- 第7施設群
  - 第7施設群本部
  - 本部管理中隊
  - 第380施設中隊（築城・障害）
  - 第382施設中隊（交通）
- 第304施設隊「304施設」
- 第305施設隊「305施設」
- 第102施設器材隊
  - 第102施設器材隊本部
  - 第102施設器材隊本部付隊「102施器-本」
  - 特殊器材中隊「102施器-特」
  - 架橋中隊「102施器-架」
- 第307ダンプ車両中隊「307ダンプ」
- 第304水際障害中隊「304水」

駐屯地
- 大久保駐屯地（京都府宇治市）
  - 団本部および同付隊
  - 第7施設群
  - 第102施設器材隊
  - 第307ダンプ車両中隊
- 富山駐屯地（富山県砺波市）
  - 第7施設群（第382施設中隊）
- 和歌山駐屯地（和歌山県日高郡美浜町）
  - 第304水際障害中隊
- 豊川駐屯地（愛知県豊川市）
  - 第6施設群
- 鯖江駐屯地（福井県鯖江市）
  - 第6施設群（第372施設中隊）
- 守山駐屯地岐阜分屯地（岐阜県各務原市）
  - 第6施設群（第402施設中隊）
- 出雲駐屯地（島根県出雲市）
  - 第304施設隊
- 三軒屋駐屯地（岡山県岡山市）
  -  第305施設隊

## 整備支援部隊
- 中部方面後方支援隊第104施設直接支援大隊「104施直支」（大久保駐屯地）：2004年（平成16年）3月27日から
  - 整備隊「104施直支-整」：第4施設団直轄部隊を支援
    - 和歌山派遣隊（和歌山駐屯地）：第304水際障害中隊を支援

  - 第1直接支援中隊「104施直支-1」（豊川駐屯地）
    - 整備小隊：第6施設群主力を支援
    - 鯖江派遣隊（鯖江駐屯地）：第372施設中隊を支援
    - 岐阜派遣隊（岐阜分屯地）：第402施設中隊を支援

  - 第2直接支援中隊「104施直支-2」（大久保駐屯地）
    - 整備小隊：第7施設群主力を支援
    - 富山派遣隊（富山駐屯地）：第382施設中隊を支援

  - 第1直接支援隊「104施直支-1支」（出雲駐屯地）：第304施設隊を支援
  - 第2直接支援隊「104施直支-2支」（三軒屋駐屯地）：第305施設隊を支援

## 主要幹部
| 官職名                          | 階級    | 氏名       | 補職発令日     | 前職                                                          |
| ------------------------------- | ------- | ---------- | -------------- | ------------------------------------------------------------- |
| 第4施設団長 兼 大久保駐屯地司令 | 陸将補  | 𠮷春隆史   | 2022年12月23日 | 防衛大学校防衛学教育学群 統率・戦史教育室長 兼 防衛大学校教授 |
| 副団長                          | 1等陸佐 | 荒関大輔   | 2025年03月17日 | 陸上幕僚監部運用支援・訓練部付                                |
| 高級幕僚                        | 1等陸佐 | 飛田信一郎 | 2024年12月20日 | 木更津駐屯地業務隊長                                          |

| 代 | 氏名                   | 在職期間                        | 出身校・期                       | 前職                                                           | 後職                                                 |
| -- | ---------------------- | ------------------------------- | -------------------------------- | -------------------------------------------------------------- | ---------------------------------------------------- |
| 01 | 北村博 （1等陸佐）     | 1961年08月17日 - 1964年03月15日 | 陸士45期                         | 陸上幕僚監部施設課総括班長 →1961年7月17日 中部方面総監部付     | 中部方面総監部付 →1964.7.1 退職（陸将補昇任）        |
| 02 | 青山左武郎             | 1964年03月16日 - 1965年03月15日 | 陸士45期・ 陸大56期              | 第3施設団長 兼 南恵庭駐とん地司令                              | 陸上自衛隊施設学校長 兼 勝田駐とん地司令             |
| 03 | 安部鞆一 （1等陸佐）   | 1965年03月16日 - 1967年07月16日 | 陸士48期・ 陸大59期              | 陸上自衛隊施設学校教育部長                                     | 陸上幕僚監部付 →1968年1月1日 停年退官（陸将補昇任）  |
| 04 | 大川貞一郎 （1等陸佐） | 1967年07月17日 - 1969年03月16日 | 陸士53期                         | 中部方面総監部施設課長                                         | 陸上幕僚監部施設課長                                 |
| 05 | 高山利武 （1等陸佐）   | 1969年03月17日 - 1970年03月15日 | 陸士51期                         | 陸上自衛隊施設学校副校長 兼 企画室長                           | 陸上幕僚監部付 →1970年5月16日 停年退官（陸将補昇任） |
| 06 | 坂本經雄 （1等陸佐）   | 1970年03月16日 - 1971年07月15日 | 陸士53期                         | 陸上自衛隊施設学校研究部長                                     | 第13師団司令部勤務                                   |
| 07 | 館勇                   | 1971年07月16日 - 1973年07月15日 | 陸士54期                         | 陸上自衛隊施設学枚副校長 兼 企画室長 →1973年7月1日 陸将補昇任  | 第4師団副師団長 兼 福岡駐とん地司令                  |
| 08 | 中尾博邦               | 1973年07月16日 - 1975年07月15日 | 陸士56期                         | 陸上自衛隊施設学校研究部長 →1974年7月1日 陸将補昇任            | 陸上幕僚監部付 →1976年1月1日 退職                    |
| 09 | 横江金吾               | 1975年07月16日 - 1977年06月30日 | 陸士58期                         | 陸上自衛隊幹部学校教官 →1977年4月1日 陸将補昇任                | 第1施設団長 兼 朝霞駐とん地司令                      |
| 10 | 齊藤和治 （1等陸佐）   | 1977年07月01日 - 1979年03月15日 | 陸航士60期                       | 西部方面総監部第4部長                                          | 陸上自衛隊施設補給処長 兼 古河駐とん地司令           |
| 11 | 山本寛一               | 1979年03月16日 - 1980年07月31日 | 陸航士60期                       | 陸上自衛隊施設学校副校長 兼 企画室長                           | 陸上幕僚監部付 →1981年1月1日 退職                    |
| 12 | 天辰馨                 | 1980年08月01日 - 1982年08月01日 | 海兵76期・ 鹿児島工専 昭和23年卒 | 陸上幕僚監部装備部施設課長 →1982年1月1日 陸将補昇任            | 陸上幕僚監部付 →1982年12月21日 退職                  |
| 13 | 萩野昭朗               | 1982年08月02日 - 1985年03月15日 | 防大1期                          | 陸上自衛隊幹部学校研究員 →1983年7月1日 陸将補昇任              | 陸上自衛隊施設補給処長 兼 古河駐屯地司令             |
| 14 | 江戸満                 | 1985年03月16日 - 1987年07月06日 | 防大1期                          | 陸上自衛隊施設学校副校長 兼 企画室長 →1985年3月17日 陸将補昇任 | 陸上自衛隊施設補給処長 兼 古河駐屯地司令             |
| 15 | 坂本良一               | 1987年07月07日 - 1989年03月15日 | 防大3期                          | 陸上幕僚監部装備部施設課長                                     | 第4師団副師団長 兼 福岡駐屯地司令                    |
| 16 | 緒方弘之               | 1989年03月16日 - 1991年03月15日 | 防大2期                          | 陸上自衛隊幹部学校主任教官 →1990年3月16日 陸将補昇任           | 陸上幕僚監部付 →1991年4月1日 退職                    |
| 17 | 久留島昭彦             | 1991年03月16日 - 1993年03月23日 | 防大8期                          | 防衛研究所所員                                                 | 中部方面総監部幕僚長 兼 伊丹駐屯地司令               |
| 18 | 村田雄二郎             | 1993年03月24日 - 1995年06月29日 | 防大10期                         | 東北方面総監部防衛部長 →1994年3月23日 陸将補昇任               | 陸上自衛隊施設補給処長 兼 古河駐屯地司令             |
| 19 | 園部宏明               | 1995年06月30日 - 1997年06月30日 | 防大8期                          | 中央資料隊長 →1996年7月1日 陸将補昇任                          | 陸上自衛隊施設学校長 兼 勝田駐屯地司令               |
| 20 | 寺村誠士               | 1997年07月01日 - 1999年07月08日 | 防大10期                         | 第12師団司令部幕僚長 →1997年12月8日 陸将補昇任                 | 陸上自衛隊九州補給処長 兼 目達原駐屯地司令           |
| 21 | 前田稔                 | 1999年07月09日 - 2001年01月10日 | 防大12期                         | 陸上自衛隊補給統制本部副本部長                                 | 技術研究本部技術開発官 （陸上担当）                  |
| 22 | 二戸俊一               | 2001年01月11日 - 2001年11月10日 | 防大17期                         | 中部方面総監部防衛部長                                         | 死亡                                                 |
| 23 | 角南俊彦               | 2001年11月22日 - 2003年06月30日 | 防大19期                         | 北部方面総監部幕僚副長                                         | 陸上自衛隊施設学校長 兼 勝田駐屯地司令               |
| 24 | 湖﨑隆                 | 2003年07月01日 - 2005年12月04日 | 防大21期                         | 陸上幕僚監部人事部厚生課長 →2004年3月29日 陸将補昇任           | 陸上自衛隊施設学校長 兼 勝田駐屯地司令               |
| 25 | 小川祥一               | 2005年12月05日 - 2008年07月31日 | 防大21期                         | 自衛隊沖縄地方連絡部長 →2006年12月6日 陸将補昇任               | 陸上自衛隊施設学校長 兼 勝田駐屯地司令               |
| 26 | 山崎幸二               | 2008年08月01日 - 2010年06月07日 | 防大27期                         | 陸上幕僚監部装備部装備計画課長                                 | 西部方面総監部幕僚副長                               |
| 27 | 岩谷要                 | 2010年06月08日 - 2012年07月31日 | 防大28期                         | 陸上幕僚監部教育訓練部教育訓練課長 →2010年7月26日 陸将補昇任   | 統合幕僚監部運用部副部長                             |
| 28 | 小野塚貴之             | 2012年08月01日 - 2014年03月25日 | 防大30期                         | 第10師団副師団長 兼 守山駐屯地司令                             | 統合幕僚監部防衛計画部副部長                         |
| 29 | 高田祐一               | 2014年03月26日 - 2015年08月03日 | 防大30期                         | 東北方面総監部幕僚副長                                         | 東部方面総監部幕僚長 兼 朝霞駐屯地司令               |
| 30 | 小林弘樹               | 2015年08月04日 - 2017年07月31日 | 防大34期                         | 陸上幕僚監部人事部補任課長                                     | 東部方面総監部幕僚副長                               |
| 31 | 小谷琢磨               | 2017年08月01日 - 2020年03月17日 | 防大32期                         | 陸上幕僚監部防衛部施設課長                                     | 陸上自衛隊関西補給処長 兼 宇治駐屯地司令             |
| 32 | 坂元秀明               | 2020年03月18日 - 2022年12月22日 | 防大37期                         | 西部方面総監部防衛部長                                         | 第9師団副師団長 兼 青森駐屯地司令                    |
| 33 | 𠮷春隆史               | 2022年12月23日 -                | 防大38期                         | 防衛大学校防衛学教育学群 統率・戦史教育室長 兼 防衛大学校教授  |                                                      |

## フランス外人部隊
第4施設団は、自衛隊の中でもフランス外人部隊とのかかわりが強い部隊であった。1992年（平成4年）のカンボジアにPKOで派遣された際、第4施設団の警備をフランス外人部隊（第1外人騎兵連隊）が担当していた。第1外人騎兵連隊には、今でも自衛隊からの感謝状、および当時の師団長からのレリーフが飾ってある。

## 警備隊区
- 第102施設器材隊：京都府南部（宇治市、木津川市、八幡市、城陽市、京田辺市、宇治田原町、井手町、精華町、久御山町、和束町、笠置町、南山城村）：[1]
- 第7施設群：奈良県全域[2]